# Alkacsőrű vanga
Az alkacsőrű vanga, vagy Van Dam-vanga (Xenopirostris damii) a madarak osztályának verébalakúak (Passeriformes) rendjébe és a vangagébicsfélék (Vangidae) családjába tartozó  faj.

## Rendszerezése
A fajt Hermann Schlegel német ornitológus írta le 1866-ban.

## Előfordulása
Madagaszkár északnyugati részén honos. Természetes élőhelyei a szubtrópusi vagy trópusi száraz erdők. Állandó, nem vonuló faj.

## Megjelenése
Átlagos testhossza 23 centiméter.

## Természetvédelmi helyzete
Az elterjedési területe nagyon kicsi, egyedszáma  1500-7000 példány közötti és csökken. A Természetvédelmi Világszövetség Vörös listáján veszélyeztetett fajként szerepel.